# William Duckett
William Duckett (París, 1805- 1873) fue un periodista y editor francés, director de la enciclopedia Dictionnaire de la conversation et de la lecture entre otros.
Joven erudito, Duckett se dio a conocer como director de redacción del Dictionnaire de la conversation et de la lecture: répertoire des connaissances usuelles, creado por el editor Ambrosio Firmin-Didot, enciclopedia de 52 volúmenes in-octavo, publicados entre 1832 y 1851, donde él mismo creó gran número de artículos. Duckett publicó también una edición abreviada de su Dictionnaire en versión para uso de damas y jóvenes, aparecido en 1841 y con 10 volúmenes. Añadió posteriormente un suplemento de 5 volúmenes «que ofrecen la recopilación de los hechos e ideas de nuestro tiempo»  publicado entre 1864 y 1882.
Entre 1834 y 1837 dirigió la revista literaria Chronique de Paris, fundada junto a Honoré de Balzac y Max de Béthune, hasta su fallida.
Al día siguiente de la Revolución francesa de 1848, fundó dos periódicos, el Courrier de Paris, des départements et de l'étranger (1848) y L'Universel (1849). Bajo el seudónimo de Henri Page, colaboró en las biografías que publicó Eugène de Mirecourt en su periódico Les Contemporains; ya hasta su fallecimiento, colaboró como redactor en Tintamarre.